# Lifeforms
Lifeforms è un album in studio del gruppo musicale britannico The Future Sound of London pubblicato nel 1994. Include i singoli Cascade e Lifeforms.
I FSOL registrarono l'album nello stesso periodo in cui stavano terminando le registrazioni di Tales of Ephidrina. A differenza di quest'ultimo, Lifeforms vira verso brani più ambientali che sfruttano sovente campionamenti di suoni naturali e voci.
La copertina raffigura il busto di una ragazza che regge un oggetto dall'aspetto organico. Questo personaggio è divenuto ricorrente nelle cover della formazione.

## Tracce

### Disco 1
1. Cascade – 6:00
2. Ill Flower – 3:25
3. Flak – 4:53 (musica: Robert Fripp, Andrew Grossart, Paul Williams, Trevor Nightingale, William Thomson)
4. Bird Wings – 1:30
5. Dead Skin Cells – 6:51
6. Lifeforms – 5:18
7. Eggshell – 6:46
8. Among Myselves – 5:53

Durata totale: 40:36

### Disco 2
1. Domain – 2:48
2. Spineless Jelly – 4:42
3. Interstat – 0:55
4. Vertical Pig – 6:45
5. Cerebral – 3:31 (musica: voce di Toni Halliday)
6. Life Form Ends – 5:03 (musica: percussioni di Talvin Singh)
7. Vit – 6:48
8. Omnipresence – 6:39 (musica: Klaus Schulze)
9. Room 208 – 6:13
10. Elaborate Burn – 3:16
11. Little Brother – 5:13

Durata totale: 51:53